# 特技體操
，是一種融合體操、造型特技、舞蹈、音樂為一體的競技體育項目，也是世界運動會的正式競賽項目之一。

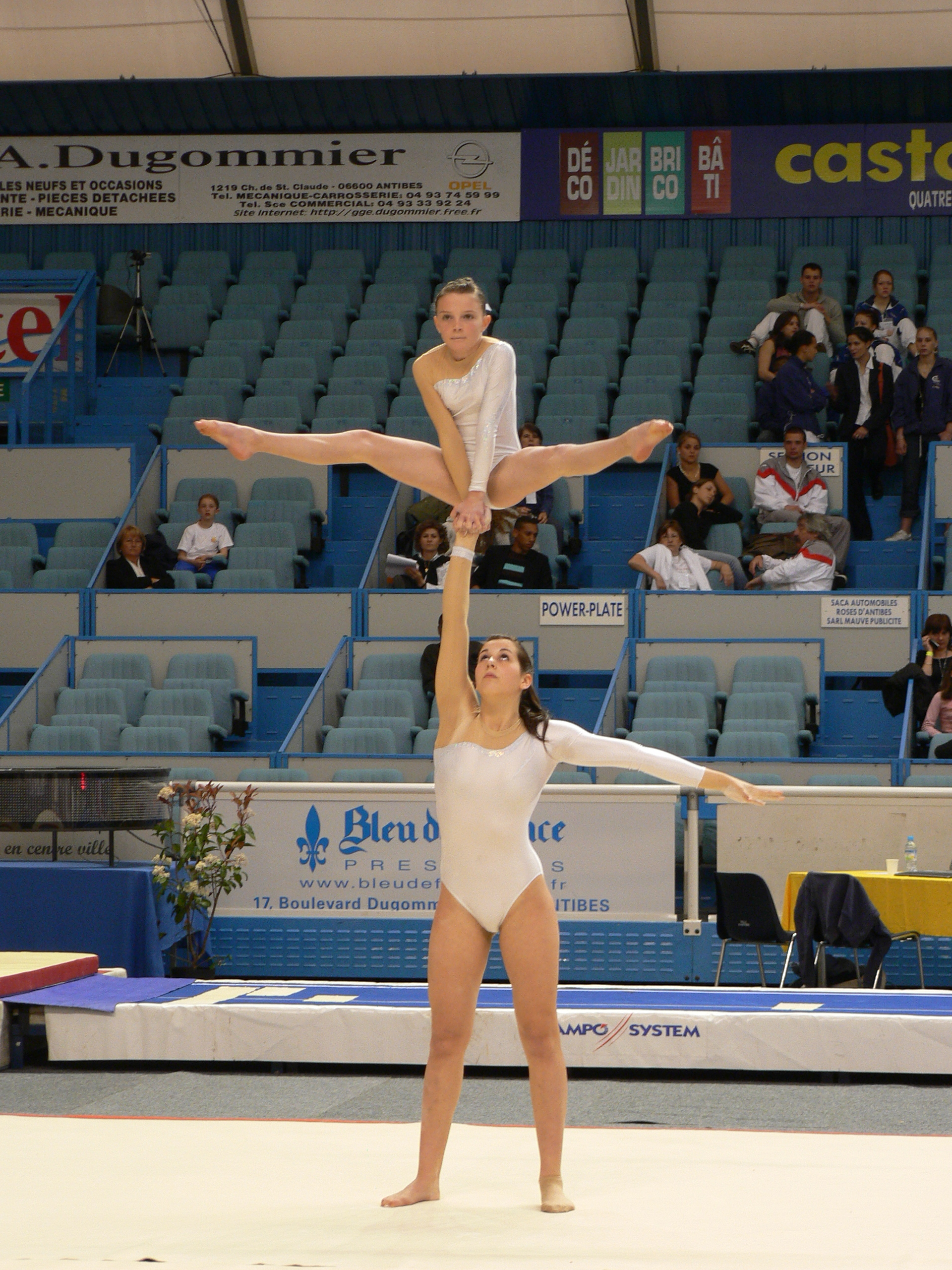
特技體操

參賽者在優美動聽的音樂襯托下，表演各種高雅優美的體操及舞蹈動作，加上驚險的拋接和空中翻騰，極具觀賞價值。典列的特技體操比賽有5個小項，包括男子單人、男女雙人、混合雙人、女子三人及男子四人。